# Edward Carson

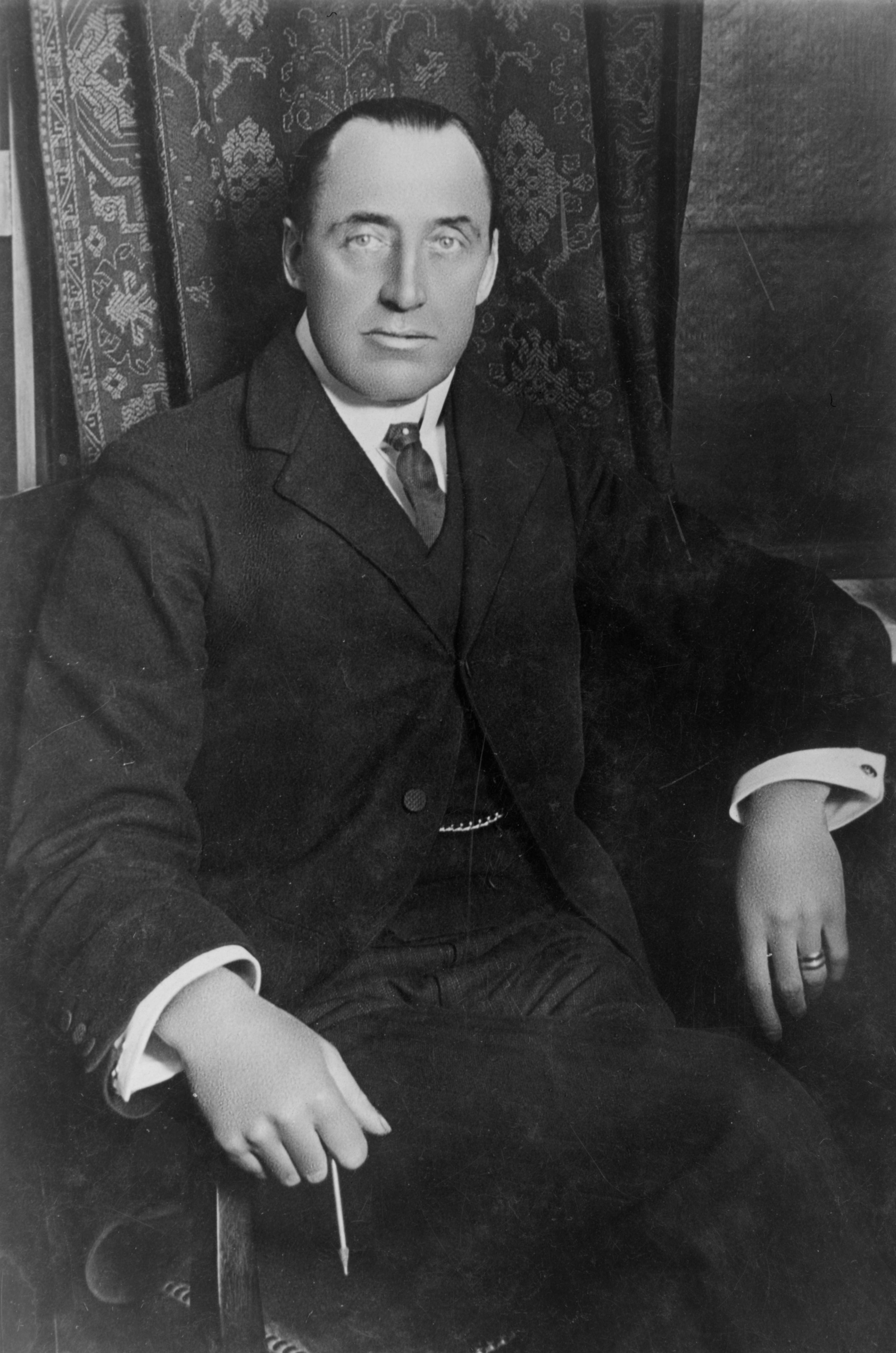
Edward Carson

Edward Henry Carson (ook: Baron Carson) (9 februari 1854 – 22 oktober 1935) was een protestants politicus in Ierland in het einde van de negentiende eeuw, begin van de twintigste eeuw. Hij was leider van de Ierse Unionistische partij

## Achtergrond
Carson kwam uit een rijke protestantse familie in Dublin. Na de middelbare school studeerde hij Rechten aan  Trinity College, Dublin. Na zijn studie deed hij het examen om toegelaten te worden tot de advocatuur (in de Engelse juridische wereld aangeduid als 'called to the bar'). Als advocaat was hij succesvol, wat er toe leidde dat hij in 1889 QC achter zijn naam mocht zetten.

## Politieke loopbaan
In 1892 werd Carson benoemd tot Solicitor-General (procureur-generaal) voor Ierland, een politieke benoeming. Hij was op dat moment zelf nog niet echt politiek actief.  Kort daarna werd hij voor het kiesdistrict University of Dublin gekozen tot lid van het Lagerhuis als lid van de Conservatieve partij.
Na zijn verkiezing verhuisde hij naar Engeland, waar hij zijn advocaten-praktijk voortzette. In 1900 werd hij benoemd tot Solicitor-General voor Engeland. Die functie behield hij totdat de Conservatieve regering in 1905 moest aftreden.
In 1910 werd duidelijk dat het verzet van het Britse Hogerhuis tegen het zelfbestuur in Ierland geen stand kon houden. De Unionisten in Ierland, voornamelijk afkomstig uit Ulster, vroegen hem toen om als hun leider het verzet tegen zelfbestuur aan te voeren. Omdat Carson zelf geen directe band met Ulster had kon hij het verzet een bredere basis verschaffen.
Als leider van de Unionisten schroomde Carson niet om alle mogelijkheden te benutten, zowel parlementair als niet parlementair, tot op de rand van het illegale. In 1912 was hij de eerste die een petitie tekende waarin werd opgeroepen om zelfbestuur met alle mogelijke middelen tegen te houden. In 1913 was hij een van de oprichters van de Ulster Volunteer Force, een paramilitaire organisatie die zo nodig met militaire middelen tegen zelfbestuur zou optreden.
Carson kon echter niet voorkomen dat de wet die zelfbestuur mogelijk maakte in het parlement werd aangenomen. De dreigementen om desnoods met militair geweld invoering tegen te houden werden ingehaald door het uitbreken van de Eerste Wereldoorlog.
Tijdens de oorlog werd Carson benoemd tot Attorney-General in het coalitiekabinet van Liberalen en Conservatieven. Later werd hij minister zonder portefeuille.
Na de oorlog zag hij in dat zelfbestuur voor Ierland niet langer viel tegen te houden. Hij adviseerde de Unionisten daarom om te streven naar een uitzonderingspositie voor Ulster. Hij slaagde er ook in om voor die speciale positie in Groot-Brittannië voldoende steun te verwerven. Na de feitelijke deling van Ierland werd hij door de Unionisten in Ulster gevraagd om hun leider te worden, maar dat weigerde hij. Ondanks zijn sterke unionistische overtuiging was hij niet blind voor de nadelen van een protestants Noord-Ierland. Hij riep zijn partijgenoten op om open te staan voor samenwerking met de katholieke minderheid, maar die oproep werd niet gevolgd.
Carson koos ervoor om niet actief te worden in de Noord-Ierse politiek. Zijn juridische kwaliteiten waren voldoende aanleiding om hem te benoemen in het Hogerhuis als baron Carson. Hij diende in de Law Lords tot 1929. Na zijn overlijden in 1935 kreeg hij een staatsbegrafenis in Belfast.

## Trivia
In 1895 trad Carson op als advocaat voor John Sholto Douglas, de 9e Markies van Queensberry, in het geruchtmakende proces tegen Oscar Wilde. Zijn ondervragen van Wilde heeft volgens velen ertoe bijgedragen dat Wilde dat proces verloor.
- Bibliothèque nationale de France: cb11171500j (data)
- Gemeinsame Normdatei: 118668617
- International Standard Name Identifier: 0000 0000 8117 8177
- Library of Congress Control Number: n82087038
- Nationale Bibliotheek van Israël: 987007279379805171
- Nationale Bibliotheek van Polen: a0000003302113
- Nederlandse Thesaurus van Auteursnamen: 102653267
- SNAC: w6w126xk
- Système universitaire de documentation: 09903672X
- Virtual International Authority File: 39370283
- WorldCat: E39PBJdWKYkXYRYFYmPVfg9JjC